# Sunny Leone
Sunny Leone (Ontario, Canadà; 13 de maig de 1981) és el nom artístic de Karenjit Kaur Vohra, una model de glamur i actriu porno canadenca. La seva fama va arribar quan va aconseguir ser la Pet of the Year 2003 de la revista Penthouse. També la hi coneix per ser una de les poques actrius pornogràfiques amb origen indi sikh del Punyab.
Leone va començar la seva carrera professional al món del cinema per a adults l'any 2003, quan va signar un contracte amb Vivid Entertainment que, al principi només incloïa escenes lèsbiques, però en 2007 va començar a rodar també escenes heterosexuals. Un any després va anunciar el llançament del seu propi estudi, Sunlust Pictures, en el qual passava a escriure i dirigir les seves pròpies pel·lícules de manera independent. Des de la seva arribada a la indústria pornogràfica, Leone ha aconseguit dos premis AVN i un premi F.A.M.E.

## Biografia
Leone va néixer com a Karen Malhotra a Sarnia, Ontario, filla de pares del Panjab de l'Índia. El seu pare va néixer al Tibet i va créixer a Delhi, mentre que la seva mare (morta en el 2008) va créixer en una petita ciutat anomenada Nahan, a Sirmaur, Himachal Pradesh. En la seva infantesa i adolescència va ser molt atlètica i jugava hoquei al carrer amb nois,, patinava sobre gel en un llac gelat proper o jugava en la neu tot el dia.
Malgrat que va créixer en el Sikhisme, els seus pares la van inscriure en una escola catòlica, ja que van considerar que no era segur que estudiés a una escola pública. Allà va reconèixer haver experimentat el seu primer petó als 11 anys; va perdre la seva virginitat en una altra escola a l'edat de 16 anys, i als 18 anys va descobrir que era bisexual. Quan tenia 13 anys, la seva família es va mudar a Fort Gratiot, Míchigan per acabar a Lake Forest, Califòrnia, un any després, es complia el somni dels seus avis de tenir a tota la família unida en el mateix lloc. L'any 1999 va acabar l'institut i es va inscriure a la universitat.
A causa dels seus orígens indis, Leone ha reconegut que, al principi, "la comunitat índia no va acceptar massa ben" les seves aspiracions com a model i actriu porno. Leone porta posant davant les càmeres des dels 18 anys i els nus van aparèixer de manera natural. No obstant això, davant les polèmiques suscitades en el seu entorn, Leone va dir que estava "orgullosa de ser índia i mai ho he amagat". Hi ha moltes persones en la comunitat índia a les quals no els agrado, però crec que hi ha més persones a les quals els agrado".

## Carrera professional

### Començaments iPenthouse
Abans de començar a treballar en la indústria pornogràfica, Leone havia treballat en una fleca alemanya, en un Jiffy Lube —companyia dedicada a recanvis per a vehicles— i en una empresa d'impostos i jubilacions.
Mentre estudiava infermeria pediàtrica al comtat d'Orange, un company de classe i alhora ballarí, li va presentar a John Stevens, un agent que al seu torn, li va presentar a Jay Allen, una fotògrafa de la revista Penthouse. Quan estava escollint un nom artístic, va assegurar que Sunny era el seu nom real i Leone va ser escollit per Bob Guccione, antic amo de la revista Penthouse. Leone va posar per Penthouse i va ser triada Penthouse Pet del mes de març del 2001, seguida d'una edició especial d'estiu 2001 de Hustler, en la qual va ser triada Hustler Honey. També va aparèixer en altres portades de revistes com Cheri, Mystique Magazine, High Society, Swank, AVN Online, Leg World, Club International i Lowrider, mentre que va posar per ModFX Models, Suze Randall, Ken Marcus i Mac & Bumble. Entre les seves companyes de sessions fotogràfiques destaquen Adriana Sage, Jenna Jameson, Jelena Jensen i Ària Giovanni.
L'any 2003 va ser triada Penthouse Pet of the Year ("mascota de l'any") i coprotagonizó el video Penthouse Pets in Paradise al costat de Tera Patrick i Kyla Col·le. Inclòs en el seu treball en sessions impreses, cal destacar sessions com a model de llenceria amb Ed Fox i Playtime Videos, així com vídeos bondage para FM Concepts. En 2005 la companyia d'accessoris per a adults Adam & Eve va utilitzar la imatge de Leone com el seu representant de vendes d'Internet en la costa oest.

### Carrera com a actriu porno

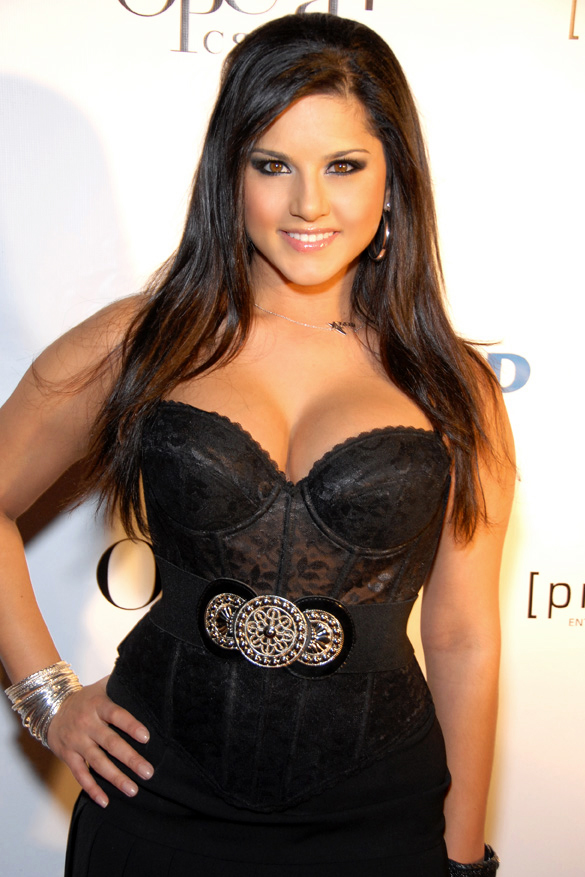
Sunny Leone en el 25º Aniversari de Viviv a l'any 2009.

També en 2003, Leone va signar el seu primer contracte amb la productora de cinema per a adults, Vivid Entertainment, amb els qui va signar pels propers tres anys i que va servir a l'actriu indo-canadenca com a transició al món de la pornografia hardcore, encara que va assegurar que només realitzaria escenes lèsbiques. L'actriu va assegurar que les raons per les quals va plantejar aquesta condició en el seu contracte "no eren perquè tenia nuvi o unes altres de les estranyes raons amb les quals venen altres noies per no fer escenes amb nois. Creo a fer les coses a poc a poc i al meu propi ritme". A més, com ella mateixa va indicar "mai abans havia fet gens que no fos posar nua o softcore, així que això seria un començament".
La seva primera pel·lícula va ser autotitulada Sunny i va ser llançada al desembre del 2005. El seu següent treball va ser Virtual Vivid Girl Sunny Leone, la primera pel·lícula interactiva de Leone, que va ser, a més, la primera noia Vivid a rodar una pel·lícula d'aquest tipus. Tan sols quatre dies després del llançament, la pel·lícula va guanyar un premi AVN en la categoria "Millor DVD interactiu". A aquesta pel·lícula li van seguir Sunny Loves Cher, que conté la seva primer ejaculació femenina en pantalla, i The Female Gardner, protagonitzada al costat de Mikayla Mendez i Daisy Marie.
Les últimes dues pel·lícules de Leone amb Vivid van ser It's Sunny in Brazil, rodada a Brasil, i The Sunny Experiment, protagonitzada al costat de Monique Alexander i Brea Lynn. Les pel·lícules van ser llançades a l'octubre i desembre del 2007, respectivament.

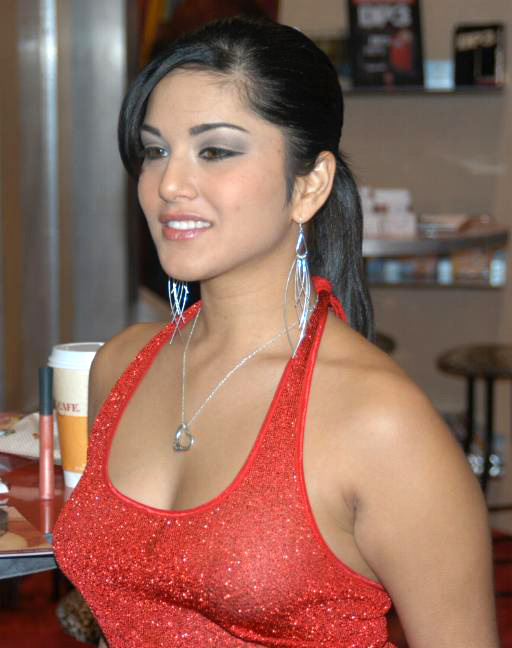
Leone en els premis AVN de 2005.

Al maig de 2007, després de signar un nou contracte amb Vivid per sis noves pel·lícules, Leone va acceptar realitzar la seva primera escena heterosexual, però només amb el seu marit Matt Erikson. En l'estiu d'aquell any, Leone es va sotmetre a una operació d'augment de sins i va rodar la seva primera pel·lícula amb el seu nou contracte amb Vivid, Sunny Loves Matt. La pel·lícula va fer possible que Leone fos nominada a tres (de sis) premis AVN en 2009, igual que ser una de les candidates a "Actuació femenina de l'any". Després d'aquella pel·lícula va rodar The Other Side of Sunny, llançada a l'octubre del 2008, la qual seria la seva última actuació amb Erikson.
El gener de 2008, Leone va revelar que havia deixat de rodar exclusivament amb Erikson i va filmar escenes amb altres actors porno, com Tommy Gunn, Charles Dera, James Deen i Voodoo. L'agost d'aquest mateix any va anunciar el llançament del seu estudi, Sunlust Pictures, en companyia de Daniel Weber. En la seva nova aventura, Leone va començar a escriure, dirigir i crear el seu propi estil de pel·lícules per a adults amb l'ajut de Vivid Entertainment en la distribució de les cintes. La seva primera producció independent, The Dark Side of the Sun, va ser llançada al març del 2009 i va debutar en el Erotic Heritage Museum de Las Vegas. El juny de 2009 va organitzar un càsting a Las Vegas per a la seva segona producció independent, Sunny Slumber Party, llançada al setembre de 2009.
Des de l'any 2009, Leone va deixar de treballar en exclusiva amb Vivid per començar noves produccions amb altres estudis. L'actriu va aprofitar la seva popularitat en Internet per signar acords amb PPPcard, Adultpokerparty.com, Brickhouse, Flirt4Free, Totemcash i Imlive i així poder distribuir el seu contingut per la xarxa. Leone va ser qualificada com a "Web Babe of the Year" en els premis XBIZ de l'any 2008. Els seus llocs web i interessos comercials són gestionats per la seva companyia Leone L.L.C.
Leone va ser votada com la 13a actriu de la llista "Top 100" de pornstars de la revista Genesis, la 34a del "Top 50" de Desiclubs.com en el 2004 i va entrar en el ránking "40 sobre 40" de l'edició on-line de AVN.

## Aparicions mediàtiques

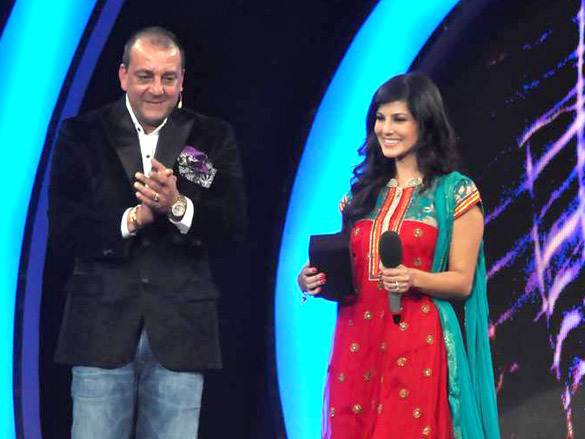
Leone presentant el reality xou Bigg Boss a Mumbai, Índia (maig de 2012).

La primera aparició mainstream de Leone en els mitjans fora del porno va ser en el 2005, quan va ser la reportera en la catifa vermella dels MTV Video Music Awards de MTV Índia. També va fer un cameo en la pel·lícula The Girl Next Door, va aparèixer en el videoclip de Ja Rule "Livin It Up" i en un vídeo per Kidd Skilly. Altres aparicions de Leone van ser al programa d'I! Wild On! i com a reportera del programa After Dark en el Festival de Cinema de Sundance. L'any 2006 va participar en la segona temporada del reality xou de Fox My Bare Lady 2: Open For Business, en el qual un grup d'actrius porno eren instruïdes i formades per competir amb èxit al món dels negocis. A més de rodar la seva escena per Debbie Does Dallas en 2007, Leone va formar part d'un documental de la cadena Showtime en el qual es detallava el procés de producció d'una pel·lícula i les vides personals dels seus estels.
L'actriu ha assegurat que no li importaria començar la seva carrera cinematogràfica en Bollywood. De fet, diversos directors de cinema indis li van fer arribar les seves propostes, però va rebutjar els papers perquè no se sentia còmoda en ells. El director Mohit Suri hauria demanat a Leone interpretar el paper principal de la seva pel·lícula Kalyug, però en el seu lloc va escollir a Deepal Shaw, ja que no podia arribar al milió de dòlars que costava contractar a Leone. El seu actor favorit de Bollywood és Aamir Khan i al voltant del 60% dels seguidors de Leone són del sud d'Àsia.

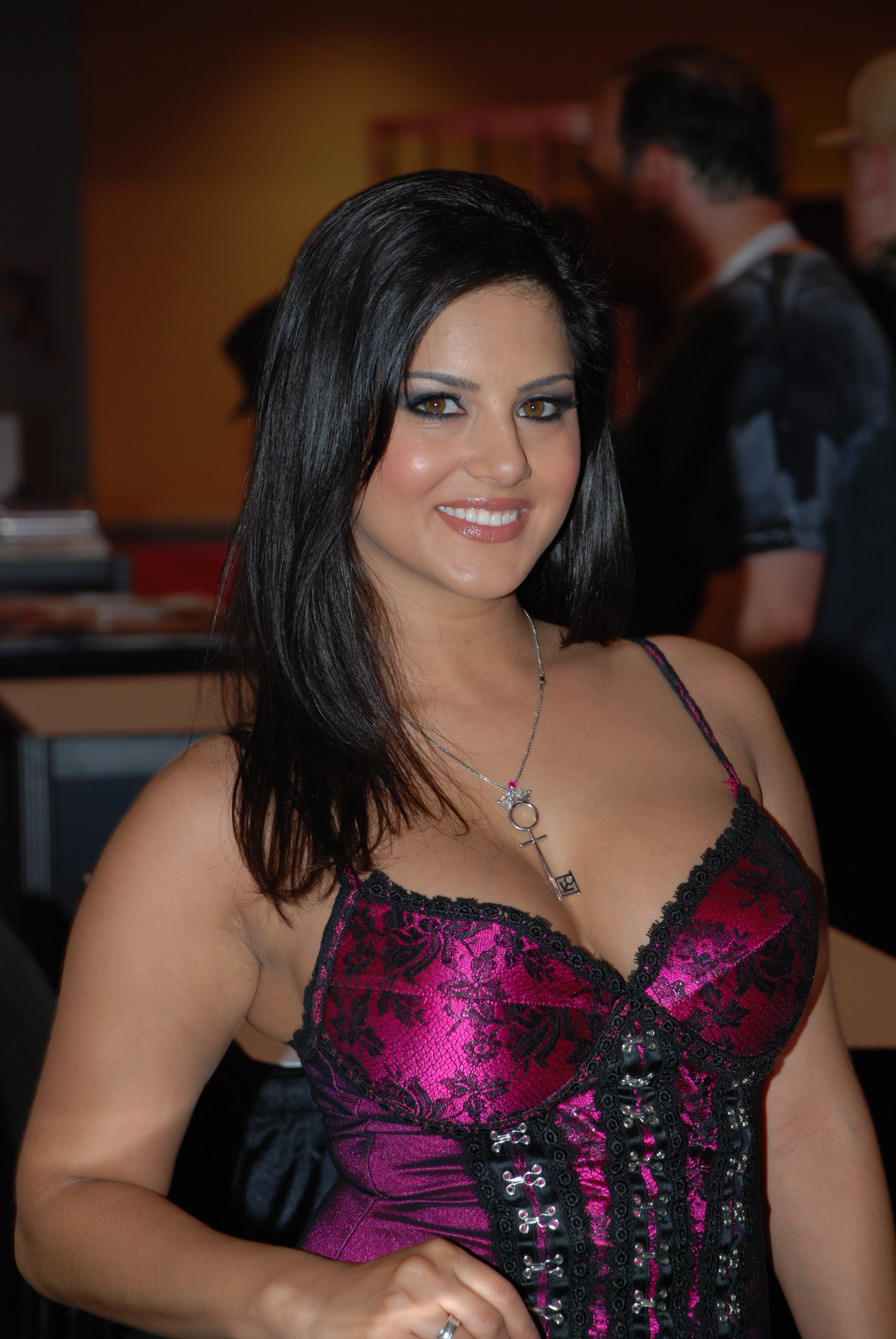
L'actriu durant un acte promocional en el Exxxotica 2009 de Miami.

L'any 2008, l'actriu va anunciar que anava a participar en una pel·lícula d'acció anomenada Pirates Blood, que va ser rodada a Oman. El rodatge es va completar en dues setmanes i va ser estrenada a l'hivern de 2008.
Leone també va tenir un petit paper en la pel·lícula Middle Men, una producció de Chris Mallick sobre el naixement de la indústria pornogràfica que va ser llançada l'any 2009. També va participar en la pel·lícula de Will Ferrell del 2010 The Virginity Hit, en la qual s'interpreta si mateixa.
Igualment, Leone ha realitzat diverses aparicions en esdeveniments com el Saló Internacional de l'Automòbil SEMA 2002, l'Extremi Autofest de 2002 en Pomona i la Sèrie Mundial de Pòquer de 2006 a Las Vegas. L'actriu també ha estat la presentadora d'esdeveniments en clubs com Mansion a Miami i Highlands a Hollywood.
En el 2005 va aparèixer en la revista Forbes en un especial sobri Vivid Entertainment. Entre altres aparicions notables de l'actriu en publicacions mensuals destaquen les revistes FHM, Front i Jane. En el 2007, al costat d'altres noies Vivid, va poder ser vesteixi la seva imatge en un gegantesc cartell de Vivid en Times Square, entre el carrer W. 48.a i la Setena Avinguda. A més, Leone és una de les Penthouse Pets que apareixen en el videojoc de PlayStation Portable Pocket Pool. Va ser inclosa, també, en un coffee table book titulat Naked Ambition: An R Rated Look at an X Rated Industry, escrit per Micheal Grecco.
El 2004 va formar part de la campanya "No More Bush Girls" (en espanyol, "no més noies Bush"), en la qual ella i diverses famoses actrius porno es van afaitar el cabell de la zona púbica en senyal de protesta contra el govern de l'aleshores president George W. Bush. Al maig de 2008 va gravar un vídeo promocional para Declare Yourself, una antiga campanya iniciada durant les Eleccions presidencials dels Estats Units de 2004 que buscava els vots de les persones joves entre 18 i 29 anys. L'actriu va assegurar que votaria per Barack Obama en les Eleccions de 2008, principalment perquè sentia que el candidat demòcrata veia amb millors ulls la indústria per a adults que el seu oponent, el republicà John McCain. Leone es va mostrar compromesa amb la protecció de continguts per a adults a la web cap als nens i va recordar als webmasters adults que protegeixin els seus llocs web amb la deguda classificació en ells.
Leone sempre ha mostrat un fort interès en la salut i el fitness, i ha aparegut en diverses publicacions d'aquest tipus. Leone ha posat per a marques de roba esportives com Fantasy Fitness i assegura que manté el seu cos en forma malgrat la seva sempre atapeïda agenda. En la revista Men's Fitness, l'actriu va assegurar que "tracte de menjar sempre molt sa, molts vegetals i llet tots els dies".

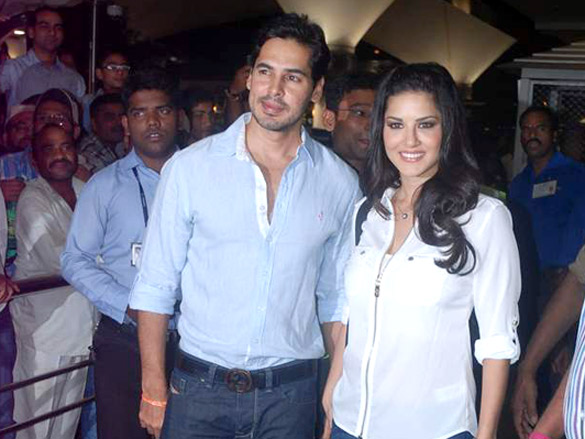
Leone a la seva arribada a Mumbai al maig de 2012, al costat de l'actor Dino Morea, per rodar la seva primera pel·lícula no pornogràfica, Jism 2, en Bollywood.

### Bollywood
Leone, filla de pares hindús del Panjab, va participar en el 2011 en el reality xou hindú Bigg Boss i va entrar a la casa el dia 49. No obstant això, ella es va negar a divulgar la seva condició d'estrella porno, i va respondre al seu col·lega Pooja Bedi que ella era una model i un estrella de televisió als Estats Units durant els últims deu anys. Es va informar que això va causar un gran enrenou en l'audiència i el seu compte personal de Twitter va guanyar 8.000 nous seguidors en només dos dies i les cerques de Google sobre ella van experimentar una "ruptura". També va haver-hi denúncies presentades davant el Ministeri indi d'Informació i Radiodifusió al·legant que el canal de televisió Colors estava promovent la pornografia per tenir a Leone al programa. Entre els denunciants es trobaven artistes de l'Índia i el Fòrum d'Actors i Anurag Thakur, membre del Lok Sabha i el cap de la branca juvenil del Bharatiya Janata Party.
Durant la seva estada a la casa Bigg Boss, Sunny Leone va ser abordada per un famós director de Bollywood, Mahesh Bhatt, que va entrar a la casa breument per oferir-li el paper principal en Jism 2 (la seqüela de Jism, el thriller eròtic del 2003 protagonitzada per Bipasha Basu). Ella ho va acceptar, la qual cosa va provocar una nova discussió entre la casa de producció de Pooja Bhatt, Fish Eye Network, i l'agent de Leone. El primer disseny del cartell per a la pel·lícula Jism 2 va ser llançat anticipant l'entrada de l'actriu indocanadiense en Bollywood.
Sunny Leone va signar la seva segona pel·lícula de Bollywood, la seqüela de Ragini MMS, dirigida per Ekta Kapoor. Ragini MMS, una pel·lícula de terror, va ser un dels majors èxits a Índia del 2011.

### Interessos comercials
A més de la seva carrera com a actriu, Leone ha format part de la gira Vivid Comedy i ha modelat per a la col·lecció de calçat de Vivid. També ha participat en esdeveniments com la Lingerie Bowl de Vivid/ClubJenna o el Vivid's Hot Rod Night. Doc Johnson va llançar un masturbador de butxaca en el 2006 modelatge a partir de la vagina de Leone i en el 2008 va llançar el vibrador Sunny Leone Exciter. Control MFG utilitza actualment la imatge de Leone, així com d'altres noies Vivid, per a la seva línia de taules de skate. Leone ha reconegut que entre els seus plans està crear la seva pròpia signatura de llenceria i altres productes amb la marca Sunny, com una nova signatura de joieria.
El setembre de 2009 va aparèixer una aplicació d'iPhone que consistia en una sèrie de fotos, vídeos i blogs d'actrius porno que Apple va posar a la venda en iTunes, convertint-se en la primera sanció oficial que incloïa a una actriu porno. El febrer del 2010 Apple va eliminar aquesta aplicació de la seva tenda, que incloïa actrius com a Ària Giovanni i la mateixa Sunny Leone.

## Vida personal
El juny de 2006, Leone va obtenir la nacionalitat nord-americana, però mantenint la doble nacionalitat amb Canadà. En el seu temps lliure admet que gaudeix amb la pintura abstracta, muntar a cavall, llegir, jugar a World of Warcraft, veure Els Simpsons i Discovery Channel. Anteriorment solia jugar en un equip de futbol femení a Califòrnia. La seva destinació favorita per passar les vacances és Hawái i la seva cuina preferida és la italiana. Els personatges que més admira són el Dalai Lama i la Mare Teresa de Calcuta.

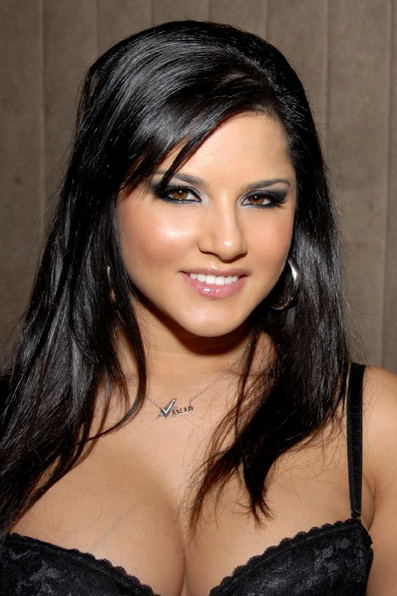
Leone durant un acte promocional a Hollywood, Califòrnia, en 2009.

En diverses ocasions ha assegurat que en deu anys li agradaria estar casada i formar una família, per la qual cosa la seva retirada de la indústria pornogràfica la intueix propera, abans d'arribar als 30 anys. Leone manté una relació sentimental amb Matt Erikson, actor pornogràfic i vicepresident de màrqueting de Playboy Enterprises. Actualment Leone resideix a Hollywood, Califòrnia i condueix un automòbil Audi A5.
Un reportatge de Eye Weekly publicat en el 2008 va assegurar que "Leone fa tot el que pugues per mantenir el contacte amb les tradicions sijs, més en la teoria que en la pràctica. Però és improbable que deixi la seva carrera professional per les seves creences religioses", i Leone va dir que "hi ha noies que deixen la indústria pornogràfica perquè afirmen que han trobat a Déu. Bé, la veritat és que Déu ha estat sempre amb elles tot el temps". Durant una entrevista l'any 2010 va manifestar que "és una religió basada en la comunitat. Vas a un temple i et saluden amb gran respecte. Però, com tota religió, no volen que gravis material per a adults. És a dir, vaig créixer acudint a un temple cada diumenge. Quan els meus pares van saber el que jo feia sabien que la meva personalitat era molt independent. Fins i tot, si haguessin tractat de detenir-me o portar-me pel bon camí, haguessin perdut a la seva filla. Sóc molt testaruda. Jo no vaig planejar això, simplement va ocórrer i la meva carrera va créixer i va créixer".
Leone va reconèixer que totes les sessions fotogràfiques i vídeos que va fer les va poder mantenir alienes al coneixement dels seus pares. Tanmateix, tot va canviar quan Penthouse li va concedir el títol de Pet of the Year l'any 2003: "sabia que alguna cosa així no ho podria seguir ocultant. Així que em vaig asseure amb ells abans per a sopar, la qual cosa va anar una mala idea perquè ningú va voler sopar després d'allò, i vaig dir 'Vaig guanyar el premi Penthouse Pet of the Year i 100.000 dòlars'. El meu pare ho va entendre, però a la meva mare li va costar un parell de minuts assimilar-ho i aquí van començar les llàgrimes".

## Filmografia[calcitació]
- The Virginity Hit - 2010
- Sunny loves Matt - 2008
- Debbie Does Dallas... Again - 2007
- Busty Cops 2 - 2006
- The Female Gardener - 2006
- Sunny & Cher - 2006
- Virtual Viviv Girl Sunny Leone - 2006
- Alabama Jones and the Busty Crusade (V) - 2005
- Centerfold Fetish - 2005
- Sunny - 2005
- Busty Cops (V) - 2004
- Mystique Presents H2Ohh - 2004
- Deadly Stingers - 2003
- Penthouse: Pets in Paradise - 2001

## Premis
- 2007 Premi AVN – Millor DVD interactiu – Virtual Viviv Girl Sunny Leone[81]
- 2010 Premi AVN – Millor escena de sexe femení en grup
- 2010 Premi AVN – estrella web de l'any[82]
- 2010 Premi PornstarGlobal – 5 Star Award[83]
- 2010 Premi F.A.M.I. – Pits favorits[84]